# Высокий суд Намибии
Высо́кий су́д Нами́бии — суд апелляционной инстанции по уголовным и гражданским делам в Намибии, также в качестве первой судебной инстанции рассматривает конституционные вопросы.
В судебной иерархии занимает второе место после Верховного суда. Располагается в столице Намибии Виндхуке.
Полномочия Высокого суда закреплены в статье 80 Конституции Намибии.

## Задачи
Высокий суд занимается рассмотрением апелляций на решения нижестоящих судов по всем гражданским и уголовным делам в стране. Он также служит в качестве суда по трудовым спорам и осуществляет рассмотрение дел, связанных с торговым мореплаванием (адмиралтейский суд).
В качестве суда первой инстанции вправе проверять конституционность различных правовых актов и разрешать иные конституционные вопросы. При этом, если дело имеет высокую общественную важность, то Высокий суд может сразу передать его для разрешения в Верховный суд без рассмотрения.
Все решения Высокого суда могут быть обжалованы в Верховном суде.

## Судьи
Высокий суд состоит из Судьи-Президента и десяти судей, которые назначаются Президентом Намибии по предложению Комиссии по вопросам правосудия. В состав данной комиссии по должности входят главный судья и судьи Верховного суда, Генеральный прокурор, а также два представителя от профессиональных сообществ адвокатов и юристов Намибии.
Судья-Президент, будучи первым среди равных (имеет статус primus inter pares — первый среди равных), организует и контролирует работу суда и, как судья, не имеет больше полномочий, чем другие судьи.
В настоящий момент главой Высокого суда Намибии является Петрус Дамазеб.